# 嚴迅奇
嚴迅奇，JP（1952年10月25日—），香港建築師，許李嚴建築師事務所執行董事，港大建築系畢業。

## 生平
嚴迅奇在香港長大，1964年畢業於李陞大坑學校下午校，同年起入讀聖保羅男女中學，中學時喜愛木工科及參與歷史專題研習報告，與奚仲文為1969年中五兼1971年中七預科同屆畢業生。又曾與奚仲文一同參加1967年由新亞書院主辦的全港學生書畫展覽會。他其後在1974年香港大學取得建築學一級榮譽文學士學位，1976年完成建築學碩士學位，成績優異。畢業後，他於馬海建築工程師事務所實習了兩年，於1979年自己創立嚴迅奇建築師事務所。1982年他與李柏榮及許文博成立許李嚴建築師事務有限公司，並執業至今。
1983年，嚴迅奇參加國際性的公開設計比賽 - 法國巴黎巴士底歌劇院國際競賽方案，獲得一等獎，成為3位冠軍之一。1987年，他參與香港科技大學校園設計比賽，並獲三等獎；而身為評委之一的日本建築師槙文彥亦因而開始認識嚴氏及其作品。及後嚴迅奇在香港的事業不斷發展，其代表作包括有中環國際金融中心及添馬艦發展工程等等。自此他的作品在香港及海外經常獲獎，包括1994年及2003年的亞洲建築師協會金獎、2006年及2011年的芝加哥AthenaeumAwards、2007年的Kenneth F Brown Award，以及2010年的世界建築節（WAF）項目獎。2009年，嚴迅奇代表許李嚴建築師事務有限公司被委任為舊中區警署保育項目的執行建築師及認可人士。
此外，嚴迅奇經常獲本地及海外各種論壇和學術會議邀請，擔任主講嘉賓；他的作品廣獲各地區的雜誌刊載並在國際期刊介紹，在過去十年，更四度在威尼斯雙年展展出。除了建築設計外，他還擔任多項公職，現為香港大學建築學系諮詢委員會成員、香港大學專業進修學院客席教授、康樂及文化事務署博物館專家顧問及南加州大學國際藝術家資助委員會國際顧問。其作品集曾出版於2003年The City in Architecture，2004年Being Chinese in Architecture、2012年Presence以及2013年初的作品集Reconnecting Cultures。2013年，香港大學頒授名譽社會科學博士學位予嚴迅奇，以表彰他對社會和建築界所作出的貢獻。
2016年5月29日，建築群內已婚督察宿舍之北面牆倒塌，屋宇署原先預計可於12月完成有關調查報告，惟截至2017年3月仍未公佈此前於2016年1月，西九文化區管理局董事局及政務司司長林鄭月娥委任嚴迅奇作為香港故宮文化博物館作為建築設計代表，當時也惹起爭議。

## 著名作品

### 香港

#### 港島
- 香港山頂公寓Pollock Path
- 中環花旗銀行大廈
- 中環陸海通大廈
- 國際金融中心一、二期（只擔任項目建築師）
- 添馬艦發展工程 (香港政府總部)
- 香港大學研究生堂
- 山頂貝璐道裕熙園4-5號梁振英大宅[10]
- 香港四季酒店
- 荷李活華庭
- 寶血女子中學
- 聖保羅男女中學附屬小學
- 地利根德閣三座
- 香港會議展覽中心舊翼室內設計
- 機場快綫及東涌綫香港站
- 大館（只擔任項目建築師）

#### 九龍
- 九龍灣國際交易中心
- 尖沙咀北京道一號
- 尖沙咀國際廣場
- 尖沙嘴港景峯
- 九龍塘建新中心
- 樂富中心第二期
- 半島酒店第二期工程
- 半島酒店加建工程
- 東九文化中心[11]
- 柏麗購物大道
- 香港兆基創意書院
- 香港故宮文化博物館
- 瑪利諾中學室內設計（主體由建築署設計）

#### 新界
- 屯門柏麗廣場ParkLane
- 荃灣恒麗園Hanley Villa
- 屯門香港珠海學院校舍
- 屯馬綫元朗站
- 屯馬綫朗屏站
- 屯馬綫天水圍站
- 香港中文大學崇基學院無名新宿舍（文質堂側，沒有建造）
- 香港中文大學利希慎演奏廳室內設計（主體由利安顧問有限公司設計）
- 香港中文大學中國文化研究所翻修設計
- 香港中文大學舊李達三樓重建（李兆基樓及李達三樓）
- 香港中文大學和聲書院、善衡書院（細部設計再外判予Design 2公司）
- 東涌綫荔景站
- 東涌綫東涌站
- 大埔公路沙田嶺段沙田花園
- 馬鞍山錦泰苑（A至G座之用色及週邊部分配套，其他五座由興業建築師有限公司設計）
- 香港中文大學文物館新翼羅桂祥閣及利孝和陸雁群伉儷展覽廳

### 中國大陆/澳門
- 深圳市寶安中心區中央綠軸公建，中國深圳
- 雲南省博物館，中國雲南
- 華為休閒會議中心，中國深圳
- 廣州W酒店及服務式公寓，中國廣州
- 廣東省博物館，中國廣州
- 廣州市南越王宮博物館建築設計方案競賽，中國廣州
- 澳門星際酒店，澳門
- 廣州市圖書館，中國廣州
- 九間堂，中國上海市浦東新區世紀公園芳甸路333號
- 十七英里，中國深圳龍崗區深葵路
- 海南博鰲藍色海岸，中國海南島
- 長城腳下的公社 — 歪院宅，中國北京
- 重慶协信阿卡迪亚 ，中國重慶
- 香港中文大學（深圳），中國深圳龍崗區龍翔大道2001號
- 大連朗豪東港（鷹君集團發展，目前停工）
- 前海交易廣場，中國深圳前海深港現代服務業合作區

## 專業資歷
事業
- 1973-75 ：GMW International實習建築師
- 1976-79：馬海建築工程師助理建築師
- 1979：成立嚴迅奇建築師事務所
- 1982：成立許李嚴建築工程師（為合夥人之）
- 1999：許李嚴建築工程師有限公司執行董事

公職
- 1987-1992：香港建築師學會理事
- 1989-1990：香港建築師學會財務秘書
- 1991-1992：香港建築師學會副會長
- 1991-1993：香港大學建築系建築學士校外考試員
- 1992-現在：建築師註冊管理局會員
- 1993-現在：橋樑建築外型諮詢委員會（ACABAS）

香港建築師學會代表 
- 1994-1997：香港認可人士/土木工程師註冊委員會委員
- 1994-現在：節省能源委員會委員
- 1995-1997：建築師註冊管理局副主席
- 1997-1998：建築師註冊管理局主席
- 1997-2000：香港認可人士註冊委員會主席
- 1998-現在：香港大學建築系名譽教授
- 1999-現在：香港藝術發展局委員

## 獎項
- 1981：香港建築師學會優異獎（建新中心）
- 1983：國際競賽一等獎（巴黎巴士的歌劇院）
- 1984：香港建築師學會會長獎（望東灣青年旅舍）
- 1986：香港建築師學會會長獎（白沙澳青年旅舍）
- 1986：國際競賽首30名優異獎之一（日本東京國家劇院）
- 1987：第二輪競賽三等獎（香港第三間大學，即香港科技大學設計比賽）
- 1989：國際競賽榮譽獎（埃及亞歷山大利亞圖書館重建）
- 1990：藝術家聯盟建築師年獎
- 1991：香港建築師學會優異獎（樂富中心二期）
- 1994：亞洲建築師協會金牌獎（樂富中心二期）
- 1994：香港建築師學會銀牌獎（萬國寶通廣場）
- 1995：卡地亞傑出建築師獎
- 1995 ：香港建築師學會銀牌獎（半島酒店擴建工程）
- 1998 ：香港建築師學會銀牌獎（香港大學研究生堂）
- 1999 ：香港建築師學會優異獎（機鐵香港站及上蓋一期發展）
- 2001年：香港建築師學會優異獎（中環皇后大道8號）
- 2001年：香港建築師學會優異獎（好萊塢華庭）
- 2001年：香港建築師學會香港境外作品獎（林文化節優異獎）
- 2002年：西九龍填海區綜合文娛藝術區概念設計國際比賽優異獎
- 2002年：新加坡公共房屋設計國際比賽優異獎
- 2008年：邀請競賽（深圳南方科技大學）
- 2013年：國際邀請賽首名及實行方案、世界建築節入圍作品（香港中文大學（深圳））
- 2017年：香港建築師學會優異獎（珠海學院新校舍）

## 資料來源
1. ↑  潘祖堯. . 中國建築工業出版社. 1999: 174.
2. ↑  . 華僑日報. 1964-10-25: 16  [2021-10-25].
3. ↑  . 華僑日報. 1964-07-17: 21  [2021-11-08]. （原始内容存档于2021-11-09）.
4. ↑  . 華僑日報. 1970-01-10: 16  [2024-02-25].
5. ↑  . 華僑日報. 1972-01-30: 14  [2023-03-10].
6. ↑  . 華僑日報. 1967-11-10: 13  [2024-02-25].
7. ↑  . 華僑日報. 1974-11-03: 15  [2022-04-29].
8. 1 2  . www4.hku.hk.   [2017-01-14]. （原始内容存档于2017-01-16）.
9. ↑  . 傳真社. 2017年1月10日  [2017年3月24日]. （原始内容存档于2017年1月15日）.
10. ↑  . 明報. 2012年6月24日  [2017年3月24日]. （原始内容存档于2017年3月25日）.
11. ↑  . 東方日報 (香港). 2016年12月9日  [2016年12月9日]. （原始内容存档于2020年9月20日）.

## 外部連結
- Rocco Design（页面存档备份，存于）
- 嚴迅奇簡介（页面存档备份，存于）